# Elaeocarpus speciosus
Elaeocarpus speciosus är en tvåhjärtbladig växtart som beskrevs av Brongn. & Gris. Elaeocarpus speciosus ingår i släktet Elaeocarpus och familjen Elaeocarpaceae. Inga underarter finns listade i Catalogue of Life.